# 郭堵
郭堵（1539年—？），字季孝，號宣澤，山東兖州府曹州校尉籍，明朝政治人物。同進士出身。

## 生平
嘉靖四十三年（1564年）甲子科山東鄉試第七十三名舉人。隆慶二年（1568年）中式戊辰科會試第五十三名，三甲第一百六十一名進士。初授太常寺博士，升戶部主事，督通州倉，历升山西司郎中，督饷大同。万历七年（1579年）七月升陕西按察司副使。以考察降职。起知泗州，升南京刑部郎中，丁父艱歸，遂绝意仕进，卒祀乡贤。

## 家族
曾祖郭慶；祖父郭紳；父郭文卿，母程氏。具庆下。兄城、垣、域。有子郭允厚。